# 张建恒
张建恒（1961年—），河北安国人，汉族，中华人民共和国政治人物、第十二届全国人民代表大会河北地区代表。

## 历史
毕业于大连工学院化工系，加入中国共产党。担任中国乐凯胶片集团公司总经理。2008年起担任全国人大代表。2013年，被选为全国人大代表。